# 柳南区
柳南区是中国广西壮族自治区柳州市所辖的一个市辖区。总面积为164.19平方公里，區政府駐河西街道潭中西路10號。

## 行政区划
柳南区下辖8个街道办事处、3个镇：
河西街道、南站街道、鹅山街道、柳南街道、柳石街道、银山街道、潭西街道、南环街道、太阳村镇、洛满镇和流山镇。
2019年6月，柳州市人民政府下发《关于调整市辖区部分行政区划的通知》，正式将柳江区的流山镇、洛满镇划入柳南区管辖。

## 人口
根據第七次人口普查數據，截至2020年11月1日零時，柳南區常住人口為617925人。

## 交通
- 汕昆高速、  三南高速、 322国道
- 衡柳铁路、黔桂铁路、湘桂铁路、柳肇铁路、焦柳铁路、柳南城际铁路：柳州站

## 风景名胜
- 刘蕡墓
- 胡志明舊居